# Diego Pinzón
Diego Juan Pinzón Florez (* 12. Februar 1985 in Ciudad Bolívar) ist ein kolumbianischer Geher.

## Sportliche Laufbahn
Diego Pinzón wurde in Ciudad Bolívar, im Nordwesten Kolumbiens, geboren. 2010 trat er zum ersten Mal bei den Kolumbianischen Meisterschaften im Gehen an und belegte den fünften Platz über 20 km. Ein Jahr darauf gewann er auf der Distanz von 35 km die Silbermedaille und wurde Kolumbianischer Vizemeister. Das nächste Mal trat er erst wieder 2017 bei Kolumbianischen Meisterschaften an und belegte den siebten Platz über 20 km. 2018 gewann er im Juli die Bronzemedaille bei den nationalen Meisterschaften über 10 km. Ende September trat er erstmals in einem Wettkampf über 50 km an und absolvierte die Distanz im US-Bundesstaat New York in 4:04:48 h. 2019 nahm er in Lima an den Panamerikanischen Spielen über 50 km teil. Dabei steigerte er sich auf eine Zeit von 3:53:49 h, womit er die Bronzemedaille gewinnen konnte. Ende Oktober trat er über 20 km bei den Militärweltspielen in Wuhan an, wurde im Laufes des Wettkampfes allerdings disqualifiziert. 2021 trat Pinzón im März in der Slowakei beim Dudinska 50 an und belegte mit neuer Bestzeit von 3:49:46 h den sechsten Platz. Damit erfüllte er die Qualifikationsnorm für die Olympischen Sommerspiele in Tokio. Bei ihnen ging er Anfang August an den Start und erreichte bei seinem Olympiadebüt auf Platz 18 das Ziel.

## Wichtige Wettbewerbe
| Jahr                  | Veranstaltung           | Ort                   | Platz                 | Disziplin             | Zeit                  |
| Startet für Kolumbien | Startet für Kolumbien   | Startet für Kolumbien | Startet für Kolumbien | Startet für Kolumbien | Startet für Kolumbien |
| --------------------- | ----------------------- | --------------------- | --------------------- | --------------------- | --------------------- |
| 2019                  | Panamerikanische Spiele | Lima                  | 3.                    | 50 km Gehen           | 3:53:49 h             |
| 2019                  | Militärweltspiele       | Wuhan                 |                       | 20 km Gehen           | DSQ                   |
| 2021                  | Olympische Sommerspiele | Tokio                 | 18.                   | 50 km Gehen           | 3:57:54 h             |

## Persönliche Bestleistungen
- 10.000 m Bahngehen: 43:45,51 min, 7. Juli 2018, Barranquilla
- 20 km Gehen: 1:26:23 h, 8. Juni 2019, A Coruña
- 50 km Gehen: 3:49:46 h, 20. März 2021, Dudince